# 羽生まゆみ
羽生 まゆみ（はにゅう まゆみ、女性、1958年2月9日 - ）は日本の劇作家、演出家、小説家。
劇団「羽生一家玉組」主宰。劇団PinkNoise演出家。

## 経歴
大分県出身。大阪芸術大学時代に学生演劇サークル劇団群に在籍し役者としての活動を始める。のち、京都小劇場、劇団赤らべる社を経て上京。十月劇場入団。
1995年『Take a life』で初の脚本・演出を手がける。同作品をきっかけにプロデュース公演の演出が続き、1997年『がぶり寄る恋』に出演した役者たちによって、羽生一家玉組が結成される。以来、「羽生一家玉組」全公演の脚本・演出を手がける。
2017年、劇団PinkNoiseの演出家となる。

## 演劇作品

### 羽生一家玉組
- 『明日のお天気』（1998年　新宿パンプルムス）　旗揚げ公演
- 『うかうかしちゃいられない』（1998年新宿モリエール）
- 『お嬢さんの夏休み』（1999年　新宿モリエール／パルテノン多摩小ホール）パルテノン多摩小劇場フェスティバル参加作品
- 『母方のイトコ』（1999年　新宿モリエール）
- 『オバケのイヴイヴ』（1999年　新宿パンプルムス）
- 『めぐりめぐる月　横浜編』（2000年　横浜相鉄本多劇場）
- 『魔女と掃除機』（2000年　下北沢駅前劇場）
- 『オバケのイヴイヴVer.2』（2000年　新宿パンプルムス）
- 『双子の庭』（2001年　下北沢駅前劇場）
- 『オバケのイヴイヴVer.3』（2001年　新宿パンプルムス）
- 『地下室のダンディ』（2002年　新宿モリエール）
- 『23時のブランチ』（2002年　中野ザ・ポケット）
- 『プリンセス・ショック』（2003年　新宿シアターモリエール）
- 『いななきの森』（2004年　中野ザ・ポケット）
- 『サンタクロース イン トーキョー』（2004年　サンモールスタジオ）
- 『レイニータウン』（2005年　中野ザ・ポケット）
- 『スペードの館』（2006年　中野ザ・ポケット）
- 『寒い国から来た魔女』（2010年　中野ザ・ポケット）
- 『ロンググッドバイ』（2011年　中野ザ・ポケット）
- 『午前2時、パンプキン通り』（2011年　劇場MOMO）
- 『狐の姫と詐欺師たち』（2016年　劇場MOMO）
- 『サンタクロースイントーキョー』（2017年　劇場MOMO）

### 劇団PinkNoise
- 『オバケのイヴイヴ』（2017年　劇団PinkNoise）

### ほか劇団提供作品
- 『Take a Life』（1995年　阿佐ヶ谷アルスノーヴァ）
- 『ウサギのダンス』（1996年　銀座小劇場）
- 『めぐりめぐる月』（1997年　新宿パンプルムス）
- 『6月の少女』（1997年　池袋シアターグリーン）
- 『がぶり寄る恋』（1997年　新宿パンプルムス）
- 『覇王伝』(2002年  萬スタジオ）
- 『ベジタブル・スカイ』（2007年　Broader House）
- 『シリウス、あるいは犬の星』（2019年　神田SpaceCUBE）

### その他
- 『真夏のシンデレラ』（2008年　新宿コマ劇場）伊達めぐみコンサート構成・演出
- 『メグさんとサムライ』（2009年　銀座博品館劇場）伊達めぐみコンサート構成・演出
- 『琉美創舞』（2013年　北とぴあ さくらホール）第24回伊是名の会定期公演　オープニングシーン作・演出

## 小説作品
- 『バックステージ』（2018年 Garland）